# Juncal do Campo
Juncal do Campo is een plaats (freguesia) in de Portugese gemeente Castelo Branco en telt 500 inwoners (2001).